# بوئندی
بوئندی (به لاتین: Boende) یک منطقهٔ مسکونی در جمهوری دموکراتیک کنگو است که در Tshuapa District واقع شده‌است. بوئندی ۳۶٬۱۵۸ نفر جمعیت دارد.